# Arkys vicarius
Arkys vicarius là một loài nhện trong họ Araneidae.
Loài này thuộc chi Arkys. Arkys vicarius được miêu tả năm 1978 bởi Balogh.